# Mitracarpus bakeri
Mitracarpus bakeri är en måreväxtart som beskrevs av Ignatz Urban. Mitracarpus bakeri ingår i släktet Mitracarpus och familjen måreväxter.
Artens utbredningsområde är Kuba. Inga underarter finns listade i Catalogue of Life.